# Mùi tây
Mùi tây, còn gọi là ngò tây (parsley) là các loài thực vật thuộc chi Petroselinum, trong đó được biết đến nhiều nhất là P. crispum (mùi tây thường), P. neapolitanum (mùi tây lá quăn), P. crispum tuberosum (mùi tây lấy củ). Chúng là các loài cây thân thảo sống hai năm có lá màu lục sáng, sử dụng rất phổ biến trong ẩm thực của khu vực Trung Đông, châu Âu và Bắc Mỹ. Thành phần sử dụng chủ yếu là lá của nó, giống như rau mùi (Coriandrum sativum), mặc dù loài này có mùi vị nhẹ hơn.
Có hai loài mùi tây được sử dụng như là cây thuốc: loài lá quăn và loài lá phẳng Italia. Mùi tây lá quăn cũng hay được dùng làm rau trang trí trong món ăn. Nhiều người cho rằng loài rau mùi lá phẳng có mùi vị mạnh hơn, và ý kiến này phù hợp với phân tích hóa học trong đó người ta thấy hàm lượng các tinh dầu trong giống lá phẳng là cao hơn. Một trong các hợp chất chứa trong tinh dầu là apiol. Một loài khác được trồng để làm một dạng rau ăn củ.
Rau mùi tây bị ấu trùng của một số loài thuộc bộ Lepidoptera phá hoại, bao gồm Amphipyra tragopoginis và Discestra trifolii.

## Đặc điểm-khu vực gieo trồng
Trong năm đầu tiên, mùi tây hình thành chồi non, thân rễ và các lá, năm thứ hai cây ra hoa. Chúng là các loài cây ưa ẩm và chịu được lạnh, hạt có thể nảy mầm ở nhiệt độ khoảng 2-3°С, các mầm non chịu được sương giá tới -7°С. Trong những khu vực với mùa đông không quá khắc nghiệt thì rễ củ không nhất thiết phải đào lên khi mùa đông tới.
Mùi tây phát triển tốt trong các hố hay lọ (bình) sâu, do nó tạo điều kiện cho rễ mọc dài. Nó cần ít nhất là 5 giờ chiếu sáng mỗi ngày.
Nguồn gốc của mùi tây xuất phát từ khu vực Địa Trung Hải. Các loài hoang dã mọc nhiều ở khu vực này. Các loài được gieo trồng bao gồm: Loài lấy củ: Tại châu Âu (trừ khu vực Scandinavia và Pribaltic), ở Nga tới khu vực Moskva, miền nam Siberi và Viễn Đông. Các loài lấy lá có thể gieo trồng tới các vĩ độ cao hơn. Tại Bắc Mỹ: miền bắc Hoa Kỳ và miền nam Canada

## Giá trị dinh dưỡng
25-30 g lá mùi tây tươi chứa khoảng 70 mg vitamin C, bằng lượng vitamin cần thiết cho người lớn trong một ngày. Lá mùi tây cũng chứa các vitamin như В1, В2, РР, К, carotin, còn thân củ - protein (khoảng 4%) và trên 7% đường.
Tại một số khu vực ở châu Âu và Tây Á, nhiều món ăn được chế biến với lá mùi tây thái nhỏ rắc lên trên. Mùi vị của mùi tây đặc biệt thích hợp với món cá. Mùi tây cũng là thành phần cơ bản trong một số món xà lách của khu vực Tây Á, chẳng hạn tabbouleh- món ăn quốc gia của Liban. Tại Nam và Trung Âu, mùi tây là một phần của loại rau thơm bouquet garni, gồm nhiều loại rau thơm khác nhau, sử dụng trong nước hầm (xương, thịt v.v), xúp và nước xốt.
Mùi tây có giá trị như một chất làm thơm hơi thở, do nồng độ cao của diệp lục (chlorophyll). Adam Blackman,một nhà dinh dưỡng học cho rằng mùi tây có tác dụng làm tinh thần tỉnh táo và ảnh hưởng tới hệ miễn dịch của con người.

## Sử dụng y học
Trong y học người ta hay dùng hạt mùi tây. Trà mùi tây có thể sử dụng như là một chất lợi tiểu. Những người bán thảo dược Trung Quốc và Đức cho rằng trà mùi tây giúp kiềm chế huyết áp cao, còn người Cherokee dùng nó như là một chất bổ dưỡng đế làm khỏe thận. Nó cũng hay được dùng trong vai trò của thuốc điều hòa kinh nguyệt.
Mùi tây dường như làm tăng bài tiết nước tiểu do nó ức chế cân bằng Na+/K+-ATPase trong thận, vì thế làm tăng bài tiết natri và nước trong khi làm tăng tái hấp thụ kali (PMID 11849841).

### Thuốc uống
- Các bệnh tim mạch
- Ngộ độc
- Các bệnh lá lách
- Hen, viêm phế quản, ho
- Lãnh đạm, trầm cảm
- Thuốc lợi tiểu
- Sốt rét (Tinh dầu mùi tây)

### Điều trị ngoài
- Các vết thương
- Các vết đốt của côn trùng (muỗi)
- Mặt nạ điều trị da (dành cho loại da dầu)

### Chống chỉ định
Do tác dụng kích thích đối với cơ thể nên không được dùng mùi tây đối với phụ nữ đang mang thai. Người bị sỏi thận và viêm bàng quang (nước ép từ mùi tây có tác động kích thích các mô thận), huyết áp thấp, thiếu máu cũng không nên dùng. 

### Các e ngại liên quan
Mùi tây chứa nhiều axít oxalic, một hợp chất tham gia vào sự hình thành sỏi thận và các thiếu hụt chất dinh dưỡng.

## Các loài
- Petroselinum ammoides
- Petroselinum anatolicum
- Petroselinum australe
- Petroselinum crispum
  - Petroselinum crispum tuberosum
- Petroselinum dissectum
- Petroselinum filiforme
- Petroselinum fractophyllum
- Petroselinum hortense
- Petroselinum humile
- Petroselinum intermedium
- Petroselinum macedonicum
- Petroselinum peregrinum
- Petroselinum petroselinum
- Petroselinum prostratum
- Petroselinum protractum
- Petroselinum romanum
- Petroselinum sativum
- Petroselinum segetum
- Petroselinum selinoides
- Petroselinum seubertianum
- Petroselinum ternatum
- Petroselinum thermoeri
- Petroselinum thorei
- Petroselinum trifoliatum
- Petroselinum vulgare

## Linh tinh
Cây mùi tây có một lịch sử lâu đời. Người Hy Lạp coi loại cây này liên quan đến sự chết và vì thế thường trồng cây mùi tây để trang trí cho các huyệt mộ. Theo một truyền thuyết cổ, cây mùi tây phải gặp quỷ Satan chín lần mới có thể nảy mầm được.
Các nhà khoa học ngày nay kết luận rằng dầu của loại mùi tây có thể gây ảo giác nếu dùng quá nhiều. Có lẽ một số người ăn mùi tây kém may mắn ngày xưa đã gặp phải những hơn ác mộng nên tố cáo rằng ma quỷ nhất định đã đến thăm viếng loài rau này.

## Thư viện ảnh

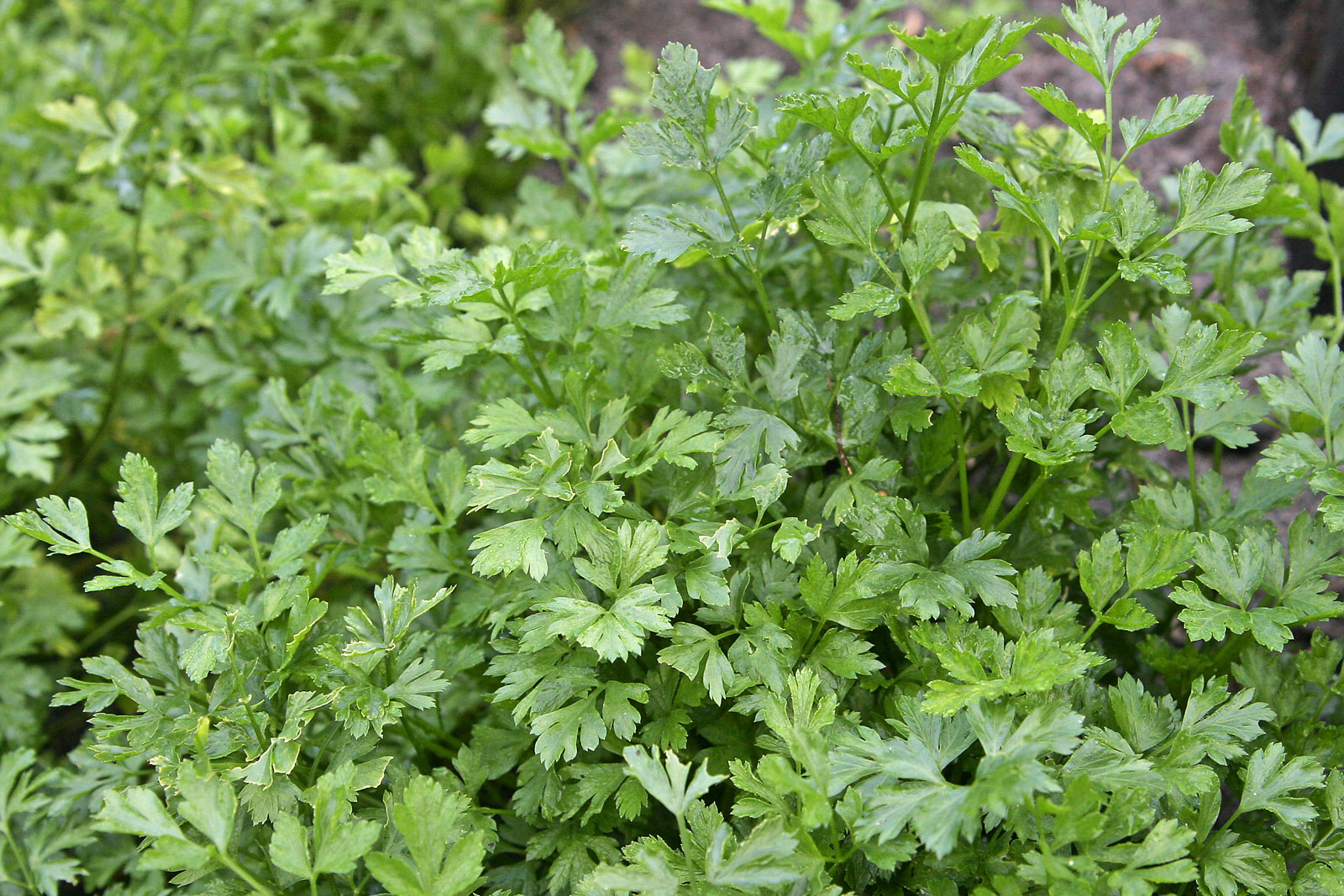
Bụi mùi tây
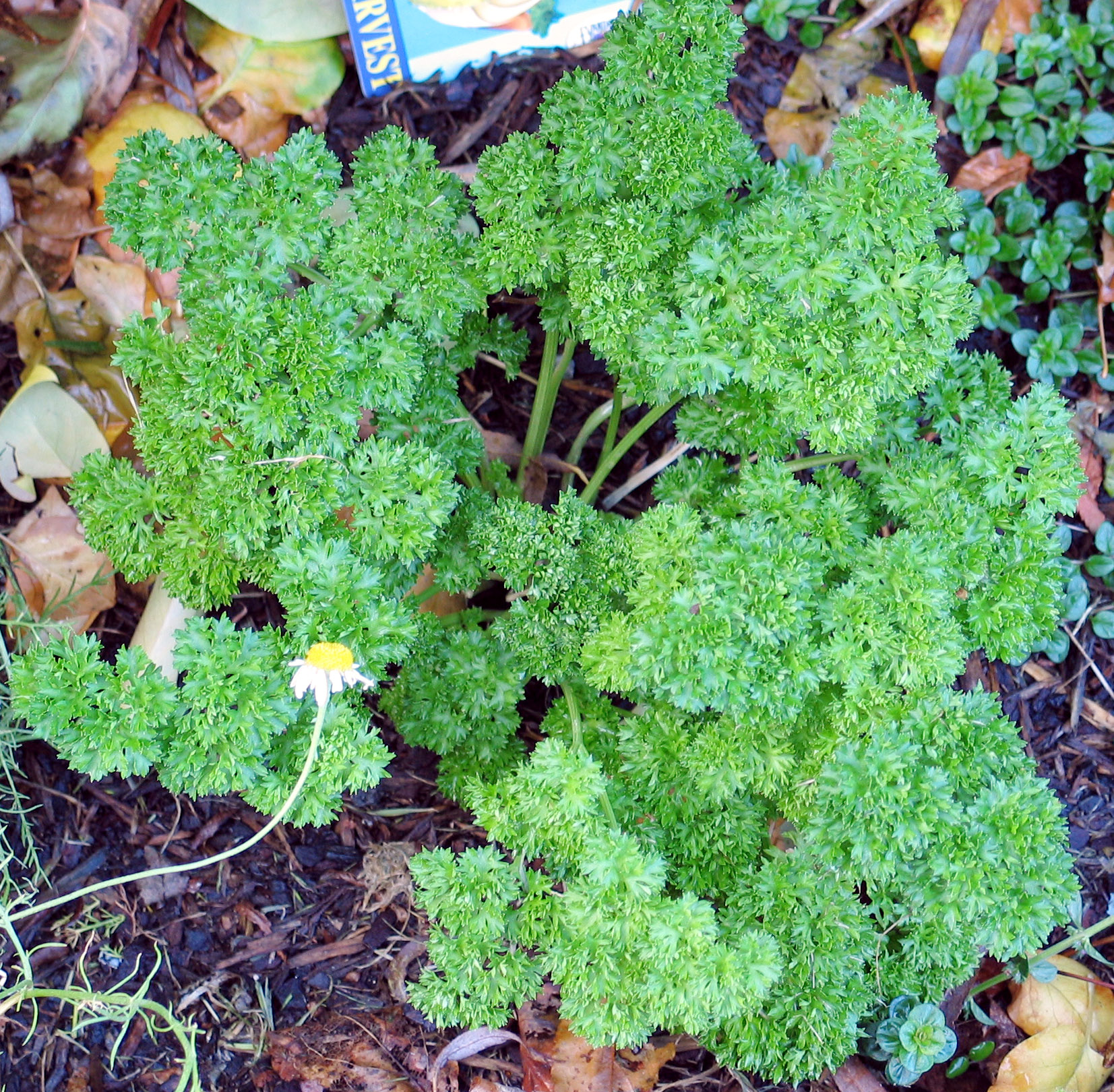
Mùi tây lá quăn
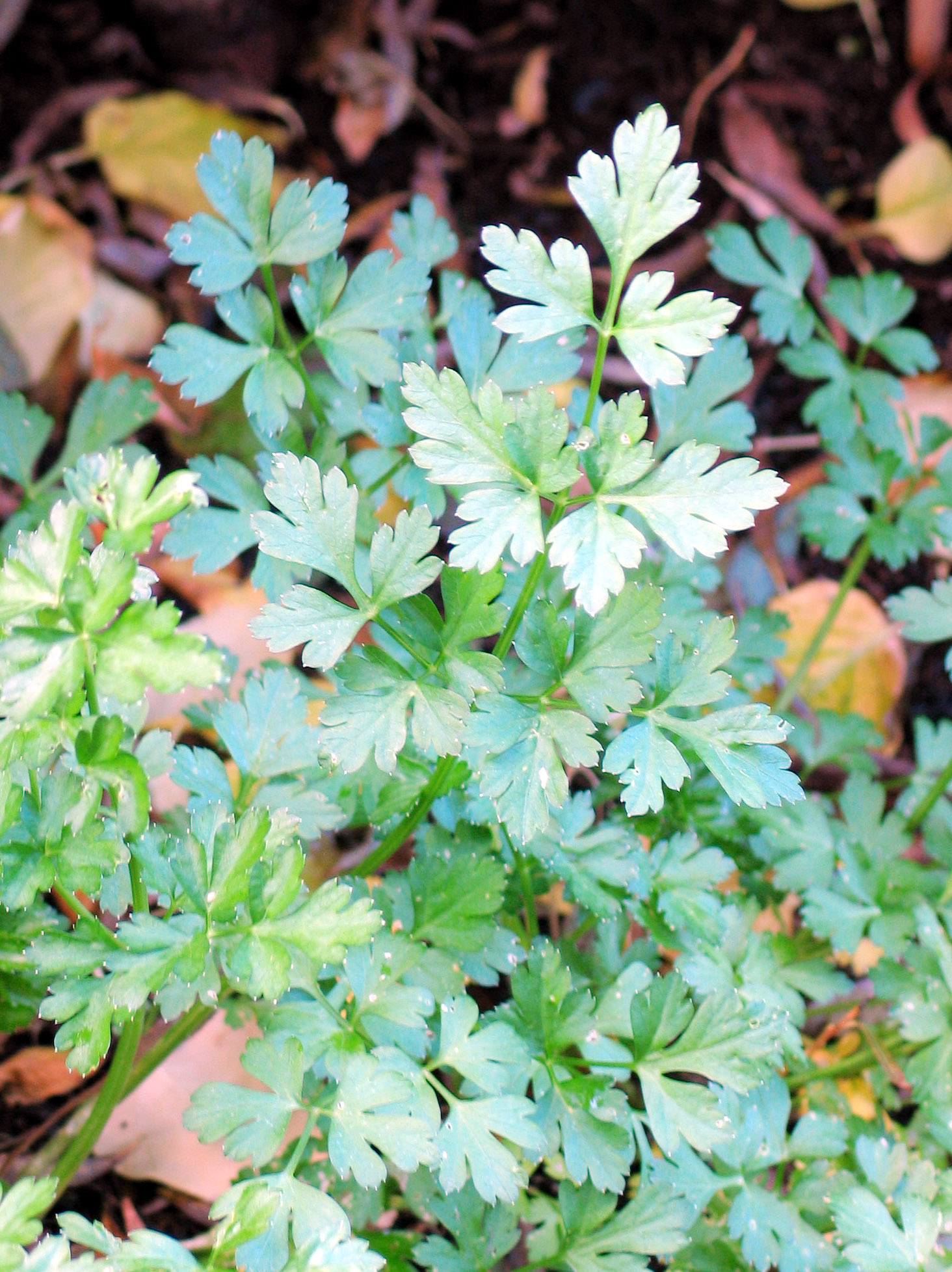
Mùi tây lá phẳng
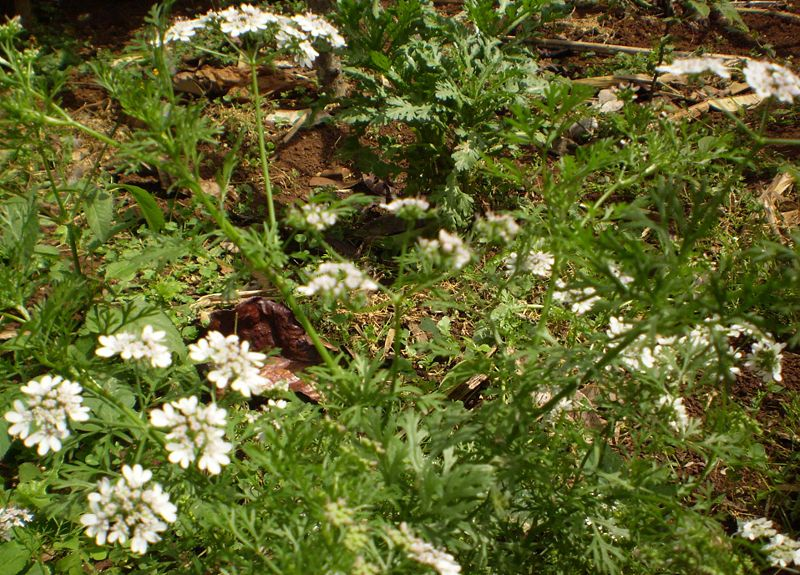
Hoa mùi tây.